# Anna Brownfield
Pour les articles homonymes, voir Brownfield.
Anna Brownfield est une productrice, réalisatrice, scénariste, monteuse et directrice de la photographie australienne,.

## Biographie
En 2010, aux Feminist Porn Awards, Anna Brownfield gagne le prix Hottest Feature pour son film The Band. 
En 2016, The Bedroom, présenté pour la première fois au public, fait l'ouverture du PornFilmFestival (de) de Berlin.

## Filmographie
| année | film                | réalisatrice | productrice | scénariste | monteuse | photographie | notes                               |
| ----- | ------------------- | ------------ | ----------- | ---------- | -------- | ------------ | ----------------------------------- |
| 2007  | The Money Shot      | Oui          | Oui         | Oui        | Oui      |              | long métrage                        |
| 2009  | The Band            | Oui          | Oui         | Oui        | Oui      |              | long métrage                        |
| 2010  | Making It Handmade! | Oui          | Oui         |            | Oui      | Oui          | documentaire                        |
| 2014  | A Call for Help     | Oui          |             |            | Oui      | Oui          | court métrage                       |
| 2016  | The Bedroom         | Oui          | Oui         | Oui        |          |              | long métrage                        |
| 2018  | Wicked Women        | Oui          | Oui         |            |          |              | court métrage documentaire télévisé |